# 舒雷什卡雷區

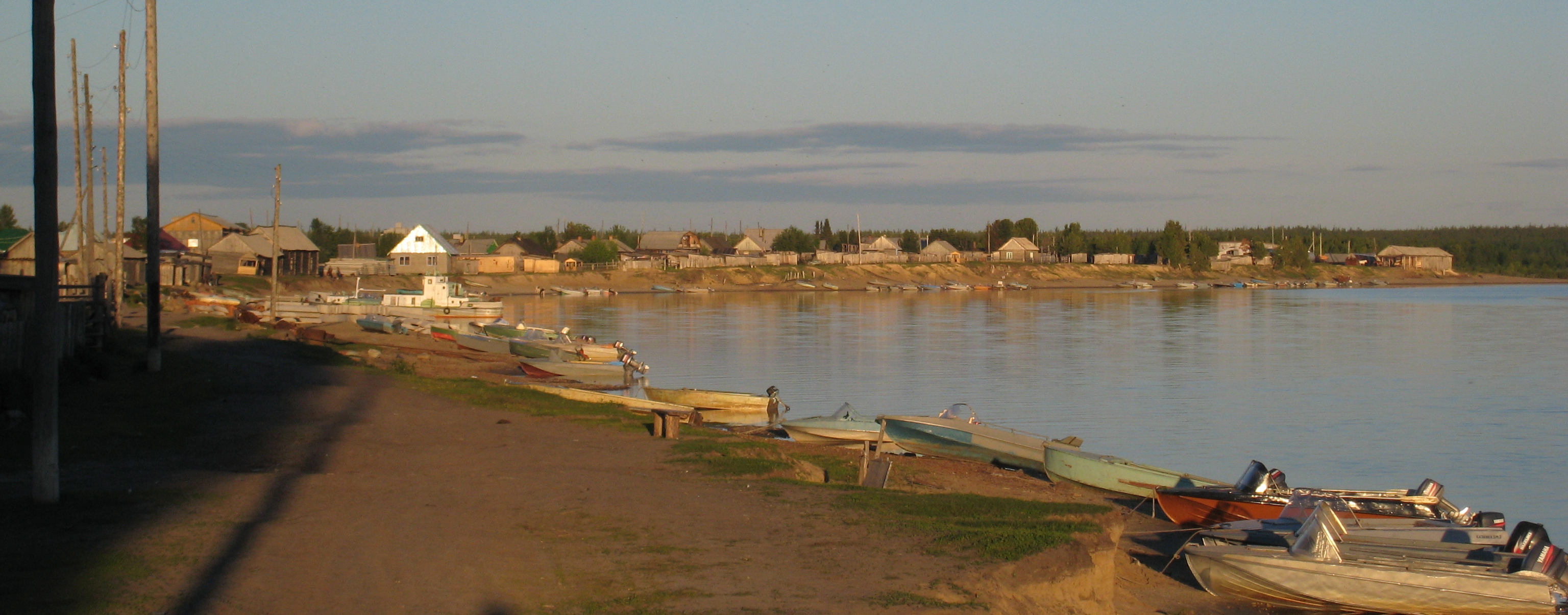

65°23′53″N 64°41′55″E / 65.39806°N 64.69861°E
舒雷什卡雷區（俄语：Шурышкарский район），是俄羅斯的一個區，位於該國北部，由亞馬爾-涅涅茨自治區負責管轄，面積54,016平方公里，2010年人口9,814，人口密度每平方公里0.18人。